# Вељко Зековић
Вељко Зековић (Никшић, 28. децембар 1906 — Београд, 9. септембар 1985) био је правник, учесник Народноослободилачке борбе, друштвено-политички радник СФР Југославије и СР Црне Горе, јунак социјалистичког рада и народни херој Југославије.

## Биографија
Рођен је 28. децембра 1906. године у Никшићу. Основну школу и гимназију завршио је у родном граду. Школовање је наставио на Правном факултету у Београду. Тамо је био учесник многих студентских и радничких штрајкова и демонстрација. Због тога га је полиција неколико пута хапсила и затварала. 
Чланом Комунистичке партије Југославије (КПЈ) постао је 1934. године. Политички је деловао у Никшићу, као члан секретар Месног комитета КПЈ. Био је један од организатора и руководилаца политичких и других акција КПЈ у Никшићу и околини.

### Народноослободилачка борба
Након окупације Југославије 1941. године, руководио је припремама за оружани устанак на територији Никшићког среза. Јула 1941, био је именован за члана новоформираног Окружног комитета КПЈ за Никшић (за срезове Дурмиторски, Никшићки и Херцегновски). Активно је учествовао у Тринаестојулском устанку, а наставио је да делује и након гушења устанка од стране окупаторских снага. Ангажовао се на стварању јединица Дурмиторског и Никшићког одреда, као и на стварању огранака организација омладине, жена и народне власти.
Од формирања Никшићког одреда до априла 1942. године, био је заменик политичког комесара. У то је време одред дејствовао на територији среза Никшић и у источној Херцеговини, те водио борбе с италијанским, усташко-домобранским и четничким снагама, створена је слободна територија и пружана помоћ партизанским снагама у Херцеговини.
Зековић је априла 1942. био именован за секретара Окружног комитета КПЈ за Никшићки округ. Као истакнути партијски и војно-политички руководилац, фебруара 1942. године, учествовао је на Острошкој скупштини, када је формиран Главни народноослободилачки одбор за Црну Гору и Боку. Од повлачења главнине партизанских јединица из Црне Горе у Босну, од јуна 1942, па до априла 1943. године, илегално је деловао на територији Никшићког округа.
Био је већник Земаљског антифашистичког већа народног ослобођења Црне Горе и Боке. Од 1944. године је био члан Извршног одбора, а затим секретар Црногорске антифашистичке скупштине народног ослобођења (ЦАСНО). Током рата је постао и члан Бироа Покрајинског комитета КПЈ за Црну Гору.

### Послератни период
После рата, био је министар трговине и снабдевања у Првој Влади НР Црне Горе од 1945. до 1946. године. Између 1946. и 1967, вршио је више дужности на нивоу Федерације. Био је помоћник министра трговине и снабдевања Савезне владе (1946—1947), начелник Управе за кадрове Централног комитета КПЈ, секретар Савезне владе за Персоналну службу (1947—1953), члан, секретар (1953—1963), па потпредседник Савезног извршног већа (СИВ, 1963—1965), председник Законодавно-правне комисије Савезне скупштине СФРЈ (1967—1969), члан Савезног одбора ССРН Југославије, члан Савета федерације (1967—1969) и остало.
Више је пута био биран за посланика Скупштине СР Црне Горе и Савезне скупштине СФРЈ. Биран је за члана Централног комитета СК Црне Горе. За члана Централног комитета КПЈ/СКЈ био је биран од Петог до Осмог конгреса СКЈ. Био је генерал-мајор ЈНА у резерви.
Умро је 9. септембра 1985. у Београду. Сахрањен је у Алеји заслужних грађана на Новом гробљу у Београду.
Носилац је Партизанске споменице 1941. и других југословенских одликовања, међу којима су — Орден народног ослобођења, Орден југословенске заставе са лентом, Орден заслуга за народ са златном звездом, Орден братства и јединства са златним венцем и Орден за храброст. Орденом народног хероја одликован је 27. новембра 1953. године.

## Галерија
- Партизанска споменица 1941.
- Орден народног хероја